# Будкевич, Иосиф-Казимир Константинович
Ио́сиф-Казими́р Константи́нович Будке́вич (или Буткевич) (18 апреля 1841, Киев — 3 декабря 1895, там же) — украинский живописец, рисовальщик и педагог.

## Биография
Вольнослушатель в 1866 г. и ученик Императорской академии художеств в Санкт-Петербурге с 1871 г. по 1873 г. За время учебы в академии отмечен тремя вторыми малыми серебряными (1871, 1872, 1873) медалями и 2 третьими большими серебряными медалями (1872, 1873).
В 1873 году получил звание классного художника 3-й степени.
Для совершенствования мастерства, посетил Италию, Францию, Испанию, Палестину.
В конце 1870-х — 1880-х годах — преподаватель в Киевской рисовальной школе, созданной на средства мецената Н. Терещенко. Среди его учеников — Н. К. Пимоненко.
Член Киевского товарищества художественных выставок с 1887 по 1895 г.

## Творчество
Автор серии рисунков, изображающих эпизоды русско-турецкой войны (1877—1878 гг.), полотен, написанных под впечатлением посещения Ближнего  Востока.

## Избранные картины
- Паломник у монастырской стены (1883),
- Казак на коне перед хижиной,
- Итальянская девушка в полный рост,
- Иерусалим (1894).

Полотна художника хранится в Киевском музее русского искусства, Псковской картинной галерее.

## Источник
- Псковская энциклопедия // Главный редактор — А. И. Лобачёв. Псков: Псковское региональное общественное учреждение — издательство «Псковская энциклопедия», 2007.